# Stéphanie Berger
Stéphanie Adriana Berger (* 10. November 1977 in Bern) ist eine Schweizer Schauspielerin, Fernsehmoderatorin, Sängerin und Komikerin.

## Karriere
Durch den Titel als Miss Schweiz wurde Berger 1995 schweizweit einer breiten Öffentlichkeit bekannt. Von 1996 bis 2000 moderierte sie beim Schweizer Privatsender Star TV verschiedene Sendungen wie beispielsweise Lifestyle und Stéphanie Live sowie das Internetmagazin netnight. 1997 moderierte sie die TV-Aufzeichnungen des Arosa Humor-Festivals, bei welchem sie 2012 mit ihrem Programm Miss Erfolg selbst als Komikerin auftrat. 1998 spielte sie im Schweizer Musical Space Dream die Rolle der Macchina. Ab 1999 spielte sie in Sketchen der Fernseh-Show Benissimo.
2002 gründete Berger ihre eigene Band X-age, mit welcher sie 2005 das Album It’s All Fake veröffentlichte. Im Februar 2006 löste sich die Band auf.
Ebenfalls 2006 war sie im Schweizer Kinofilm Handyman neben Marco Rima zu sehen und spielte ebenso eine Nebenrolle in der Schweizer Soap Lüthi und Blanc. Ab Herbst spielte sie im Musical Ludwig² – Der Mythos lebt die Rolle des Engels. 2007 spielte sie in der Sat.1-Comedy-Sendung Die Dreisten Drei mit und moderierte auf Sat.1 Schweiz das Snowboard-Magazin GetOut. 2008 wirkte sie in der Comedy-Sendung SketchNews mit und hatte eine Rolle in der Ärzteserie Tag und Nacht inne. 2010 war Berger an der Seite von Otto Waalkes, Rick Kavanian und weiteren Vertretern der deutschen Comedy-Szene im Film Otto’s Eleven in den Kinos zu sehen. 2011 verkörperte sie Stephanie zu Guttenberg beim Singspiel anlässlich des Starkbieranstichs auf dem Nockherberg.
Bergers erstes abendfüllendes Komik-Programm «MissErfolg» feierte am 13. Dezember 2010 in Zürich Premiere. Ab Oktober 2014 folgte das Programm «Höllelujah», mit dem sie ebenfalls schweizweit unterwegs war. Von April 2017 bis Mai 2019 trat sie mit ihrem Programm «No Stress, No Fun!» auf. Anschliessend war sie als Moderatorin des Comedy Club im Rahmen von Das Zelt engagiert. Im Oktober 2019 startete Berger mit dem vierten Comedy-Programm «Aufbruch» ihre neue Tour. 2022 beendete sie ihre Karriere als Komikerin und arbeitet inzwischen als Mentorin für Selbstwert und Expertin für Auftritte.

## Privates
Im Sommer 2012 gab Berger die Trennung von ihrem Ehemann Thomas Huber bekannt. Das Paar war sieben Jahre verheiratet. Sie haben einen gemeinsamen Sohn (* 2010). Mit einem anderen Partner hat sie einen weiteren Sohn (* 2022), im Jahr 2023 gab sie die Trennung bekannt.

## Filmografie
- 2006: Handyman
- 2008: SketchNews (Fernsehserie)
- 2008: Tag und Nacht (Fernsehserie, vier Folgen)
- 2010: Sennentuntschi
- 2010: Otto’s Eleven
- 2011: Auf dem Nockherberg (Fernsehserie, eine Folge)

## Programme
- 2010: MissErfolg
- 2014: Höllelujah
- 2017: No Stress, No Fun!
- 2019: Aufbruch